# Ruslan Gataullin
Ruslan Gataullin (né le 1er décembre 1979) est un athlète russe, spécialiste du saut en longueur (mais aussi du saut à la perche, comme son frère Rodion Gataullin). Il mesure 1,84 m pour 73 kg.

## Palmarès
- 7e aux Championnats d'Europe d'athlétisme 2006.

## Meilleurs résultats
- Perche : 5,30 m q 	NC	Toula	23 Jul 2000
- Perche en salle : 5,40 m 	2 Saint-Pétersbourg	22 Jan 2000
- Longueur : 8,29 m (+1,9 m/s) 	1 		Sotchi 26 mai 2007
- en salle : 8,11 m 	1 	Moscou	30 Jan 2003